# Большие Стражи
Большие Стражи — деревня в Череповецком районе Вологодской области.
Входит в состав Ягановского сельского поселения, с точки зрения административно-территориального деления — в Ягановский сельсовет.
Расстояние по автодороге до районного центра Череповца — 35 км, до центра муниципального образования Яганово — 5 км. Ближайшие населённые пункты — Малые Стражи, Починок, Нягослово.
По переписи 2002 года население — 6 человек.